# Чонг, Томми
Томми Чонг (англ. Tommy Chong; род. 24 мая 1938) — канадский и американский актёр и музыкант, наиболее известный как Чонг из комического дуэта с Чичем Марином «Чич и Чонг».

## Ранние годы
Чонг родился в Эдмонтоне, Альберта, в семье иммигрантов Стэнли и Лорны Жан Чонг. Его отец — китаец, иммигрировавший в Канаду в 1930-х годах, а мать — из ольстерских шотландцев.
Вскоре семья Чонга переехала в Калгари, Альберта, поскольку отец был ранен во Второй мировой войне, а в Калгари располагался госпиталь для ветеранов. После лечения отец купил за 500 долларов дом на «собачьем участке» (англ. Dog Patch), и семья жила на 50 долларов в неделю.

## Карьера
В 11 лет Чонг уже играл на гитаре, в основном в стиле кантри. Вскоре он перешёл на ритм-энд-блюз и стал профессиональным музыкантом. Оставив школу, он основал одну из самых старых в Калгари рок-н-ролл/ритм-энд-блюз групп The Colors или The Shades. После очередного выступления, сопровождавшегося, как обычно, пьяным дебошем, полиция потребовала, чтобы Чонг покинул Калгари.
Чонг уехал в ближайший большой город — Ванкувер и купил клуб Elegant Parlour. Он продолжил петь и играть на гитаре в ансамбле Bobby Taylor & the Vancouvers, в котором короткое время играл молодой Джимми Хендрикс. Среди песен, которые он написал для группы, особо можно выделить «Does Your Mama Know About Me», занявшую 29 место в Американском поп-чарте и 5 место в чарте ритм-энд-блюзовом US R&B.

## Личная жизнь
В 1960 году Чонг женился на Максин Шид. Они воспитывали двух дочерей: Рэй Дон, родившуюся в предыдущих отношениях Томми с Гейл Льюис, и Робби, родившуюся в браке. Томми и Максин развелись в 1970 году.
В 1975 году Чонг женился на Шелби Чонг. У пары родилось трое детей: дочь Прешас (род. 1968), сыновья Пэрис (род. 1974) и Гилбран (род. 1981). В 1978 году Томми и Шелби усыновили Маркуса Уайтта.
В конце 1980-х годов Чонг был натурализован в Соединённых Штатах и стал их полноправным гражданином.

### Проблемы с законом
Чонг постоянно употреблял марихуану. Он говорил: «Я курю постоянно. Если вы курите косяк, хорошо питаетесь и удачливы, Вы будете жить вечно». Чонг был сторонником легализации марихуаны, использования её в медицине. Однако в своих размышлениях «Я — Чонг» он писал, что курит немного, а после ареста в 2003 году не будет курить до тех пор, пока марихуану не легализуют в США. Он также говорил, что на самом деле не был таким беспечным, каким изображал себя в фильмах.
В 2003 году Чонг стал фигурантом двух уголовных дел, известных под кодовыми названиями «Операция „Дурманные мечты“» и «Операция „Охотник за головами“». Объектом расследования этих дел была торговля оборудованием для употребления наркотиков. Его обвинили в финансировании компании Chong Glass/Nice Dreams, основанной его сыном Пэрисом. Чонг согласился взять вину на себя взамен на прекращение судебного преследования его жены Шелби и сына Пэриса.
Из 55 арестованных в ходе спецопераций 54 человека были приговорены к штрафам и домашним арестам, а Чонг 11 сентября 2003 года был приговорен к 9 месяцам заключения в федеральной тюрьме и штрафу на 103000 $.
Правительственные чиновники утверждали, что дело Томми Чонга рассматривалось так же, как и дела других арестованных, но до сих пор бытует мнение, что правительство пыталось сделать из дела Томаса устрашающий пример. Впоследствии защитники марихуаны основали движение «Свободу Томми Чонгу!», призывавшее к его освобождению. Томми Чонг отбывал наказание с 8 октября 2003 года до 7 июля 2004 года.
В 2006 году Чонг написал книгу «The I Chong: Meditations From The Joint» («Я — Чонг. Размышления в кутузке», «Медитация от косяка») о событиях, происшедших с ним во время пребывания в тюрьме, а также о своих интересах и мыслях.

## Избранная фильмография
| Год       |    | Русское название                               | Оригинальное название                  | Роль                      |
| --------- | -- | ---------------------------------------------- | -------------------------------------- | ------------------------- |
| 1979      | ф  | Укуренные                                      | Up in Smoke                            | Энтони «Чувак» Стоунер    |
| 1980      | ф  | Следующий фильм Чича и Чонга                   | Cheech & Chong’s Next Movie            | Чонг                      |
| 1981      | ф  | Укуренные 3                                    | Nice Dreams                            | Чонг                      |
| 1982      | ф  | Укуренные 4                                    | Things Are Tough All Over              | Чонг / принц Хабиб        |
| 1983      | ф  | Укуренные в хлам                               | Still Smokin                           | Чонг                      |
| 1983      | ф  | Жёлтая борода                                  | Yellowbeard                            | Эл Небулосо               |
| 1984      | ф  | Корсиканские братья                            | Cheech & Chong’s The Corsican Brothers | Люсьен                    |
| 1985      | ф  | После работы                                   | After Hours                            | Пепе                      |
| 1985      | ф  | Прочь из моей комнаты!                         | Get Out of My Room                     | Чувак                     |
| 1986      | с  | Полиция Майами                                 | Miami Vice                             | Ти Ар «Джимбо» Коллинз    |
| 1989      | ф  | Западня                                        | Tripwire                               | Мерл Шайн                 |
| 1990      | ф  | Парень со странностями                         | Far Out Man                            | парень со странностями    |
| 1992      | мф | Долина папоротников: Последний тропический лес | FernGully: The Last Rainforest         | Рут                       |
| 1995      | ф  | Большое путешествие                            | National Lampoon’s Senior Trip         | Ред                       |
| 1997      | с  | Детектив Нэш Бриджес                           | Nash Bridges                           | Барри Чен                 |
| 1997      | с  | Скользящие                                     | Sliders                                | Ван Элсингер              |
| 1999      | с  | Дарма и Грег                                   | Dharma & Greg                          | Карл                      |
| 1999—2006 | с  | Шоу 70-х                                       | That ’70s Show                         | Лео                       |
| 2000      | мс | Южный Парк                                     | South Park                             | главный управляющий Пинто |
| 2001      | ф  | Мойка                                          | The Wash                               | связной Ди Лока           |
| 2006      | ки | —                                              | Scarface: The World Is Yours           | хиппи Реджинальд          |
| 2011      | мф | Красная Шапка против зла                       | Hoodwinked Too! Hood vs. Evil          | Стоун                     |
| 2011      | мс | Симпсоны                                       | The Simpsons                           | в роли самого себя        |
| 2011      | с  | Компаньоны                                     | Franklin & Bashсудья Томми Харпер      |                           |
| 2013      | мф | Укуренные: Недетский мульт                     | Cheech & Chong’s Animated Movie        | Чонг / разные персонажи   |
| 2014      | с  | Воспитывая Хоуп                                | Raising Hope                           | Хьюберт                   |
| 2014      | с  | Миллеры в разводе                              | The Millers                            | растаман Пит              |
| 2015      | мс | Дядя Деда                                      | Uncle Grandpa                          | Боттом Бэг                |
| 2016      | мф | Зверополис                                     | Zootopia                               | Як                        |
| 2017      | с  | Раскосяченные                                  | Disjointed                             | Чонг                      |
| 2019      | ф  | Цвет из иных миров                             | Color Out of Space                     | Эзра                      |
| 2019      | ф  | Джей и Молчаливый Боб: Перезагрузка            | Jay and Silent Bob Reboot              | дворецкий Альфред         |